# كولمان يونغ
كولمان يونغ (بالإنجليزية: Coleman Young)‏ هو طيار وسياسي أمريكي، ولد في 24 مايو 1918 في توسكالوسا في الولايات المتحدة، وتوفي في 29 نوفمبر 1997 في ديترويت في الولايات المتحدة بسبب نفاخ رئوي. نشط حزبياً في الحزب الديمقراطي. وقد انتخب عضو مجلس ولاية ميشيغان (1965 – 1974) وانتخب List of mayors of Detroit ‏ (1974 – 3 يناير 1994) وانتخب عمدة ديترويت (1974 – 3 يناير 1994).

## وصلات خارجية
- كولمان يونغ على موقع IMDb (الإنجليزية)
- كولمان يونغ على موقع الموسوعة البريطانية (الإنجليزية)
- كولمان يونغ على موقع إن إن دي بي (الإنجليزية)